# An isouna agapi
An Isouna Agapi è il secondo singolo estratto dal quinto album di studio della cantante greca Helena Paparizou.

## Classifiche
| Classifica (2010) | Posizione massima |
| ----------------- | ----------------- |
| Cipro             | 3                 |
| Grecia            | 5                 |